# Zhemchuzhnikovita
La zhemchuzhnikovita es un mineral de la clase de los minerales compuestos orgánicos. Fue descubierta en 1960 en la cuenca del Río Lena, en la república de Sajá (Rusia), siendo nombrada así en honor de Yuri Zhemchuzhnikov, mineralogista ruso.

## Características químicas
Es una sal de oxalato hidratado de sodio, magnesio y aluminio. Además de los elementos de su fórmula, suele llevar como impureza hierro.

## Formación y yacimientos
Se ha encontrado en minas de lignito y carbón. Se encuentra también en vetas profundas de una zona de permafrost de carbón saturado de ácido acético.
Suele encontrarse asociado a otros minerales como: calcita, dolomita o stepanovita.